# Henri Moissan
Ferdinand Frederic Henri Moissan (Pariz, 28. rujna 1852. – Pariz, 20. veljače 1907.), francuski kemičar. Dobio je Nobelovu nagradu za kemiju 1906. za rad na izolaciji fluora iz njegovih spojeva.
Za postojanje fluora se znalo mnogo godina, ali pokušaji da se pripremi bili su neuspješni. Neki su i umrli eksperimentirajući i pokušavajući ga izolirati. Kad se pripremi, fluor reagira sa svim oko sebe i ponovo stvara spojeve. Njegova velika reaktivnost je sprječavala pokušaje izolacije.
Moissan je uspio elektrolizom rastaliti kalijev hidrogenfluorid (KHF2) u tekući fluorovodik (HF). Ta mješavina je bila potrebna jer fluorovodik nije vodič. Napravio je aparat s platinsko-iridijevskim elektrodama u platinskom držaču i ohladio je na -50°C. Time je potpuno izoloirao vodik na negativnim elektrodama, a fluor na pozitivnim elektrodama. To je način kako se fluor i dan danas proizvodi. Nikal se može koristiti za držanje elementarnog fluora. Razvija se zaštitni sloj nikafluorida, slično kao oksidni slojevi na aluminiju.
Nastavio je proučavati kemiju fluora. Doprinio je razvoju električnih lučnih peći i pokušao je stvoriti dijamante koristeći ugljik iz drugih spojeva.
Tijekom 1893. proučavao je fragmente meteorita nađenog u kanjonu Diablo u Arizoni. U tim fragmentima je otkrio novi mineral, pa je nakon intenzivnog istraživanja zaključio da je novi mineral napravljen od silicijevog karbida. Mineral je 1905. nazvan moasanit u njegovu čast. Umro je naglo u Parizu 20. veljače 1907., ubrzo nakon dobivanja Nobelove nagrade. Ne zna se jesu li njegovi eksperimenti s opasnim fluorom doprinijeli njegovoj preranoj smrti.